# Asociația de Fotbal a Țării Galilor
Asociația de Fotbal a Țării Galilor (FAW; engleză Football Association of Wales; galeză Cymdeithas Bêl-droed Cymru) este forul conducător al fotbalului în Țara Galilor, Regatul Unit. A fost fondată în 1876. Sediul central este în Neptune Court, Vanguard Way, Cardiff.